# 馬迪納 (馬里)
馬迪納（法語：Madina），是馬里的城鎮，位於該國西部，由卡伊區的基塔省負責管轄，面積5,875平方公里，海拔高度316米，2009年人口9,808，人口密度每平方公里1.7人。